# 安格拉讷
安格拉讷（法語：Ingrannes，法語發音：[ɛ̃ɡʁan]）是法国卢瓦雷省的一个市镇，属于奥尔良区。

## 地理
安格拉讷（47°59'28"N, 2°12'48"E）面积38.98 平方千米，位于法国中央-卢瓦尔河谷大区卢瓦雷省，该省份为法国中北部省份，北起埃松省，西北接厄尔-卢瓦省，西南接卢瓦-谢尔省，南至涅夫勒省和谢尔省，东临约讷省，东北接塞纳-马恩省。
与安格拉讷接壤的市镇（或旧市镇、城区）包括：库尔西欧洛日、尚邦拉福雷、希约尔欧布瓦、尼贝勒、塞什布里耶尔、叙利拉沙佩勒、维特里欧洛日、弗里尼。

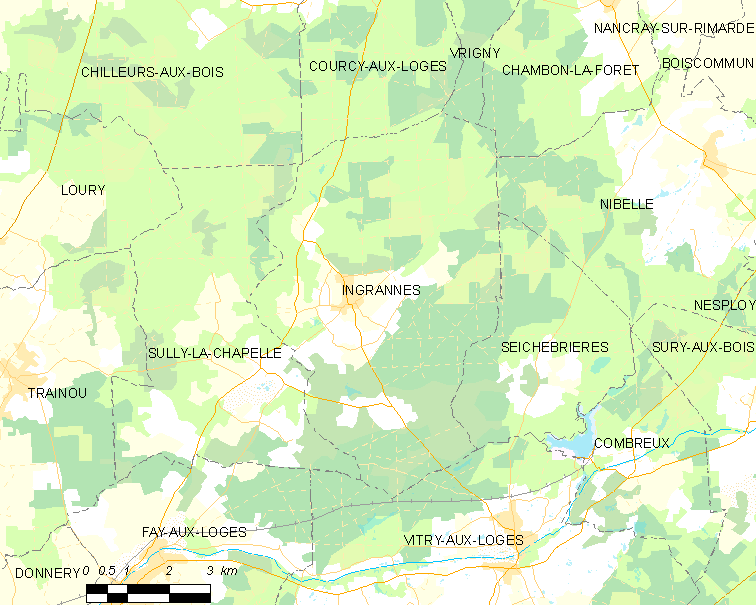
安格拉讷的OSM定位图

安格拉讷的时区为UTC+01:00、UTC+02:00（夏令时）。

## 行政
安格拉讷的邮政编码为45450，INSEE市镇编码为45168。

## 政治
安格拉讷所属的省级选区为卢瓦尔河畔新堡县。

## 人口

1962-2008年间安格拉讷人口变化图示

安格拉讷于2022年1月1日时的人口数量为543人。